# Friedrich Wilhelm Scanzoni von Lichtenfels
Friedrich Wilhelm Scanzoni von Lichtenfels, född 21 december 1821 i Prag, död 12 juni 1891 på Schloss Zinneberg i Bayern, var en tysk läkare.
Scanzoni von Lichtenfels blev 1844 medicine doktor och var åren 1850–87 professor i obstetrik och gynekologi vid Würzburgs universitet. Han var en av sin tids främsta forskare i dessa ämnen och inriktade sig särskilt på utveckling av de gynekologiska undersökningsmetoderna och genom studium av kvinnosjukdomarnas patologiska anatomi. Hans läroböcker, speciellt Lehrbuch der Geburtshülfe (tre band, 1849–52; fjärde upplagan 1867) och Lehrbuch der Krankheiten der weiblichen Sexualorgane (1857; femte upplagan 1875), var på sin tid allmänt använda.

## Utmärkelser

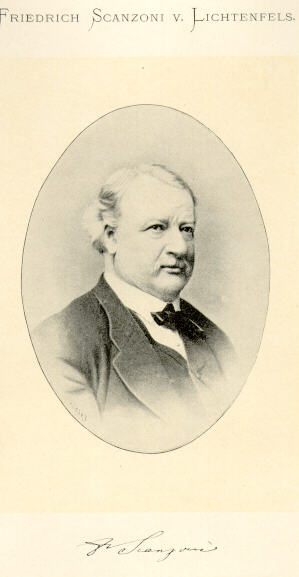

- Kungliga Nordstjärneorden
- Sankt Annas orden
- Bayerska kronorden
- Bayerska Sankt Mikaels förtjänstorden
- Kommendör av Hessiska Filip den ädelmodiges orden

[Redigera Wikidata]

## Fotnoter
1. 1 2  SNAC, SNAC Ark-ID: w66x78hp, läs online, läst: 9 oktober 2017.[källa från Wikidata]
2. 1 2 3  Scanzoni von Lichtenfels, Friedrich Wilhelm, vol. 29, Biographisches Lexikon des Kaiserthums Oesterreich, s. 10.[källa från Wikidata]
3. 1 2  Base biographique, Bibliothèque interuniversitaire de santé, BIU Santé person-ID: 20944.[källa från Wikidata]
4. 1 2  Leo van de Pas, Genealogics, 2003, läs online och läs online.[källa från Wikidata]